# Letsile Tebogo
Letsile Tebogo (Kanye, 7 de junho de 2003) é um velocista de Botswana. Nas Jogos Olímpicos de Paris 2024 se tornou campeão olímpico dos 200 metros rasos.

## Carreira
Ele ganhou o ouro dos 100m no Campeonato Mundial de Atletismo Sub-20 de 2021 em Nairóbi, tornando-se o primeiro atleta do Botswana a ganhar uma medalha de ouro nos 100m no nível do Campeonato do Mundo. No ano seguinte, no Campeonato Mundial Sub-20 de Atletismo de 2022 em Cali, ele quebrou o Recorde Mundial Sub-20 na prova dos 100m. Ele também é o atual campeão africano de 200 metros, depois de vencer o campeonato africano de atletismo sênior de 2022 em Saint Pierre, Maurício. Ganhando o ouro apenas cinco dias após seu aniversário de 19 anos, o feito faz dele o mais jovem medalhista de ouro na história da competição para o evento.
Em 19 de fevereiro de 2022, Tebogo estabeleceu um novo recorde nacional nos 100 m nos campeonatos da Botswana Athletics Association com um tempo de 10,08 segundos. Ele melhorou essa marca dois meses depois, marcando um tempo de 9,96 segundos no Gaborone International Meet, estabelecendo um novo recorde mundial sub-20. Em 15 de julho de 2022, ele melhorou ainda mais essa marca em sua corrida de estreia no campeonato mundial de atletismo realizado em Eugene, Oregon, com um tempo de 9,94 segundos. No mês seguinte, ele quebrou seu recorde novamente, marcando uma corrida de 9,91 segundos na final dos 100 metros durante o Campeonato Mundial Sub-20 de Atletismo de 2022. No final da corrida, ele comemorou cedo, fazendo comparações com o recordista mundial dos 100m e 200m, Usain Bolt.
No Campeonato Mundial de Atletismo de 2023, em Budapeste, conquistou a prata nos 100 m e o bronze nos 200 m.
Nos Jogos de Paris 2024 ele foi campeão olímpico dos 200 metros rasos, se tornando o primeiro atleta da África a ganhar a prova e o primeiro atleta de Botswana a ganhar um ouro em olimpíadas.

## Recordes pessoais
100 metros: 9.86 (+0,8 m/s) (Paris, 4 de agosto de 2022)

200 metros: 19.46 (+0,4 m/s) (Paris, 8 de agosto de 2024)